# Leptodactylus myersi
Leptodactylus myersi é uma espécie de anfíbio  da família Leptodactylidae.
Pode ser encontrada nos seguintes países: Brasil, Guiana Francesa, Suriname e possivelmente em Guiana.
Os seus habitats naturais são: florestas subtropicais ou tropicais húmidas de baixa altitude, rios intermitentes e áreas rochosas.